# Arthur Baert
Arthur Baert (Diksmuide, 29 maart 1869 - Sint-Kruis, 17 juni 1931) was een Belgisch notaris en burgemeester van Diksmuide.

## Levensloop
Arthur Charles Basile Henri Baert was de zoon van burgemeester Basile Baert en Eleonore Van Ackere. Hij trouwde met Caroline Van den Abeele, dochter van dokter en gedeputeerde François Van den Abeele
Hij werd notaris in 1894. Hij werd ook voorzitter van het Bureel van Weldadigheid in 1908 en plaatsvervangend vrederechter in 1911. In 1900 werd hij voorzitter van de Fanfare van de Katholieke Burgersgilde.
In 1900 werd hij verkozen tot plaatsvervangend provincieraadslid. Hij moest einde 1901 effectief raadslid worden in opvolging van de overleden Charles Waeyaert, maar dit was onmogelijk omdat zijn vader in de provincieraad zetelde. In 1908 werd hij opnieuw tot suppleant verkozen.
Na de Eerste Wereldoorlog werd hij gemeenteraadslid en in 1925-1926 was hij korte tijd burgemeester van Diksmuide.
Hij verliet Diksmuide in maart 1929 en ging in Sint-Kruis bij Brugge wonen, waar hij overleed.